# Tephromela territoriensis
Tephromela territoriensis är en lavart som beskrevs av Elix & Kalb. Tephromela territoriensis ingår i släktet Tephromela och familjen Mycoblastaceae.   Inga underarter finns listade i Catalogue of Life.